# Uganda Airlines
Uganda Airlines è la compagnia aerea di bandiera dell'Uganda ed è interamente di proprietà del governo del paese. Il vettore ha sede a Entebbe mentre il suo hub principale è l'Aeroporto Internazionale di Entebbe.

## Storia
A seguito del rilancio di Uganda Airlines, il governo, ha optato per l'acquisto di sei nuovi aeromobili ovvero due Airbus A330-800neo e quattro Bombardier CRJ900. L'investimento, ha comportato una spesa del potere esecutivo, pari a 70 milioni di dollari USA e prestiti per un totale di 330 milioni di dollari al fine di completare l'acquisto dei velivoli. Il 27 luglio 2019, l'Autorità per l'aviazione civile dell'Uganda ha assegnato all'Uganda National Airlines Company un certificato di operatore aereo, finalizzando un processo di certificazione in cinque fasi e tre mesi che ha autorizzato la compagnia aerea ad avviare operazioni commerciali. Il 2 agosto 2019, la compagnia aerea ha annunciato le destinazioni per Nairobi, Mogadiscio, Dar-es-Salaam, Juba, Kilimanjaro, Mombasa e Bujumbura.

## Flotta

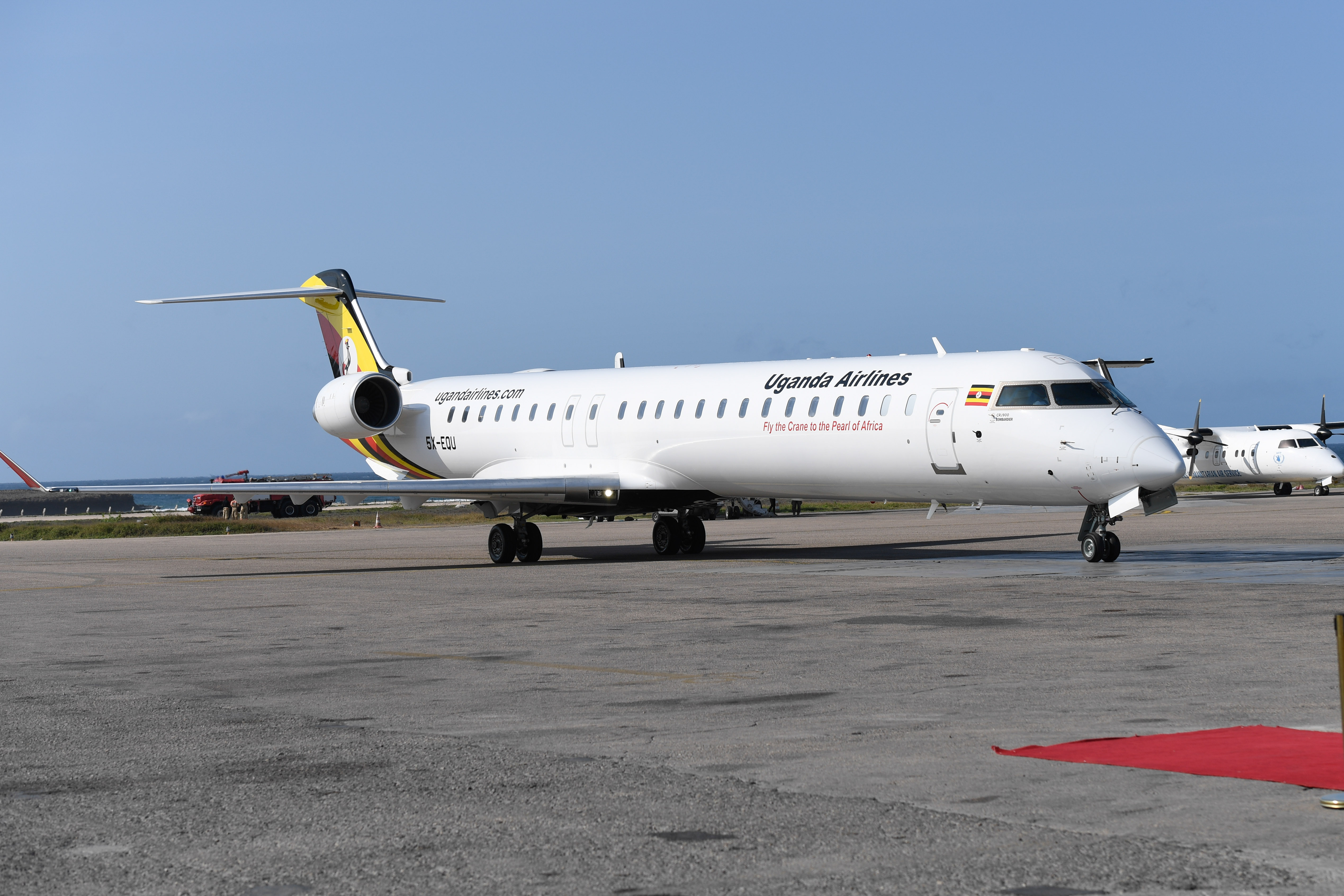
Un Bombardier CRJ-900 di Uganda Airlines.

A Dicembre 2020 la flotta Uganda Airlines risulta composta dai seguenti aerei:
| Aerei               | In flotta | Ordini | Passeggeri | Passeggeri | Passeggeri | Passeggeri | Note |
| Aerei               | In flotta | Ordini | C          | P          | Y          | Totale     | Note |
| ------------------- | --------- | ------ | ---------- | ---------- | ---------- | ---------- | ---- |
| Airbus A330-800neo  | 2         | -      | 20         | 28         | 213        | 261        |      |
| Bombardier CRJ900ER | 4         | —      | 12         | —          | 64         | 76         |      |
| Totale              | 6         | 1      |            |            |            |            |      |